# Deslizamento de terra da Serra das Araras em 1967
O deslizamento de terra da Serra das Araras em 1967 foi um desastre natural ocorrido em 24 de janeiro de 1967, no município de Piraí, estado do Rio de Janeiro, vitimando pelo menos 1.700 pessoas. O evento é reconhecido como pior desastre natural ocorrido no Brasil, pelo número de mortos.